# 里氏短刺圓魨
里氏短刺圓魨為輻鰭魚綱魨形目四齒魨亞目四齒魨科的其中一種，東印度洋澳洲南部及西南太平洋的紐西蘭海域，棲息深度1-50公尺，體長可達28.9公分，棲息在沿岸底層水域，生活習性不明，可作為觀賞魚。